# كون أيرومورا
كون أيرومورا (باليابانية: 有村昆؛ بالكانا: ありむら こん) هو ناقد سينمائي ياباني، ولد في 2 يوليو 1976 في طوكيو في اليابان.

## وصلات خارجية
- الموقع الرسمي